# Hermogenian
Hermogenian (lateinisch Aurelius(?) Hermogenianus) war ein römischer Jurist. Er lebte in der Zeit Diokletians um die Wende vom 3. zum 4. Jahrhundert und stammte vermutlich aus dem östlichen Teil des Reichs.
Hermogenian verfasste den Codex Hermogenianus und die iuris epitomae (iuris civilis) in sechs Büchern. Der Codex – eine Sammlung der kaiserlichen Erlasse der Jahre 293 und 294, die Hermogenian nur im Amt eines ersten Libellsekretärs unter Diokletian (magister libellorum) erstellt haben kann – fand Berücksichtigung in der Lex Romana Visigothorum und wurde auf diesem Weg in den Codex Iustinianus aufgenommen. Zahlreiche Fragmente seiner Epitomen sind in den Digesten Justinians I. enthalten. Seiner Sammlung von Rechtssätzen in den Epitomen liegen klassische Juristenschriften und Kaiserkonstitutionen zugrunde, wobei seiner Zeitstellung entsprechend vor allem die Texte Papinians ungekürzt Eingang gefunden haben. Sedulius nannte Hermogenian im 5. Jahrhundert einen äußerst gelehrten Gesetzesdarsteller (doctissimus iurislator), der drei Editionen seiner Werke – wohl der Epitomen – herausgegeben habe.
Möglicherweise ist Hermogenian mit Aurelius Hermogenianus, Prokonsul von Asia während der Tetrarchie und praefectus urbi unter Maxentius, zu identifizieren. Wahrscheinlich und inschriftlich belegt ist, dass er in der tetrarchischen Ära, zwischen den Jahren 296 und 304, als Prätorianerpräfekt unter Maximian diente und zu dieser Zeit als vir eminentissimus noch dem ordo equester angehörte. Demnach soll aus den Märtyrerakten des Sabinus von Assisi hervorgehen, dass Maximian sich in einem offiziellen Schreiben dahingehend äußerte, sich bei seinem Befehl, dass die Christen unter Androhung der Todesstrafe den Göttern zu opfern hatten, auf den rechtlichen Rat des Hermogenian berufen zu haben.